# Novosemejkino
Novosemejkino (in russo Новосемейкино?) è un insediamento di tipo urbano del distretto Krasnoarmejskij, nell'oblast' di Samara, in Russia.
Si trova 22 km a nord di Samara, vicino alla strada M5 «Ural».